# Stenocactus multicostatus
Stenocactus multicostatus är en kaktusväxtart som först beskrevs av Hildm., och fick sitt nu gällande namn av Alwin Berger. Stenocactus multicostatus ingår i släktet Stenocactus och familjen kaktusväxter. Inga underarter finns listade i Catalogue of Life.

## Bildgalleri

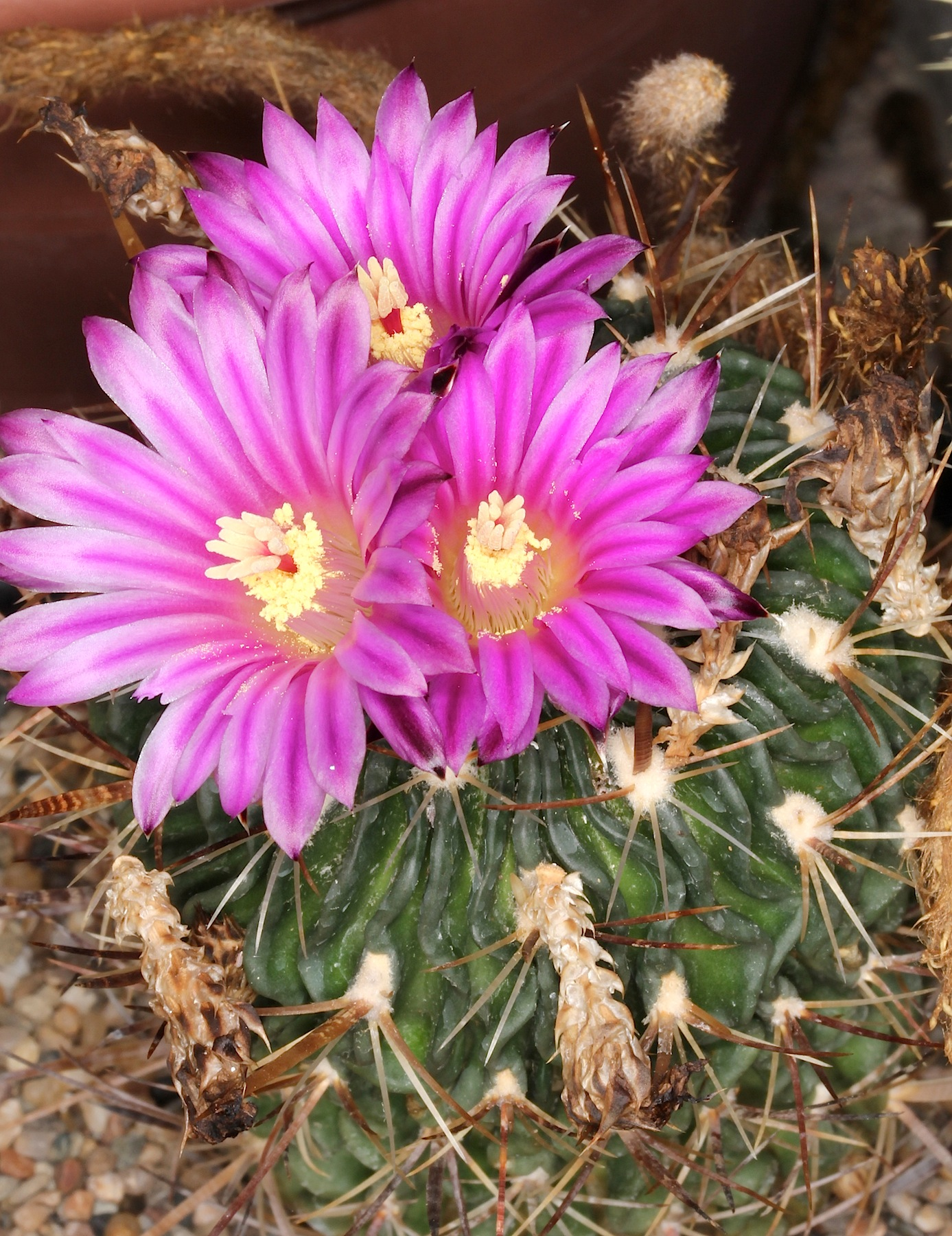
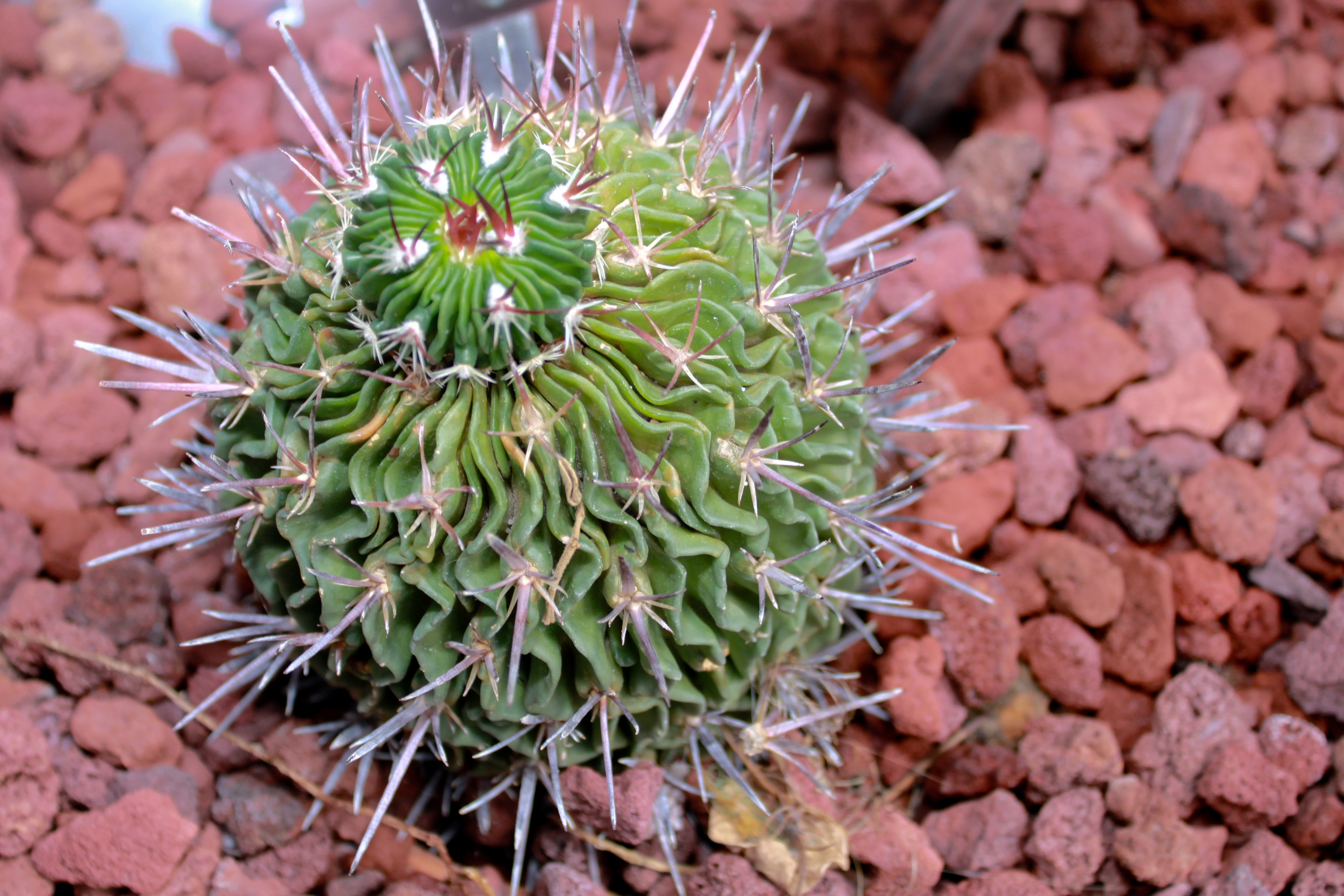
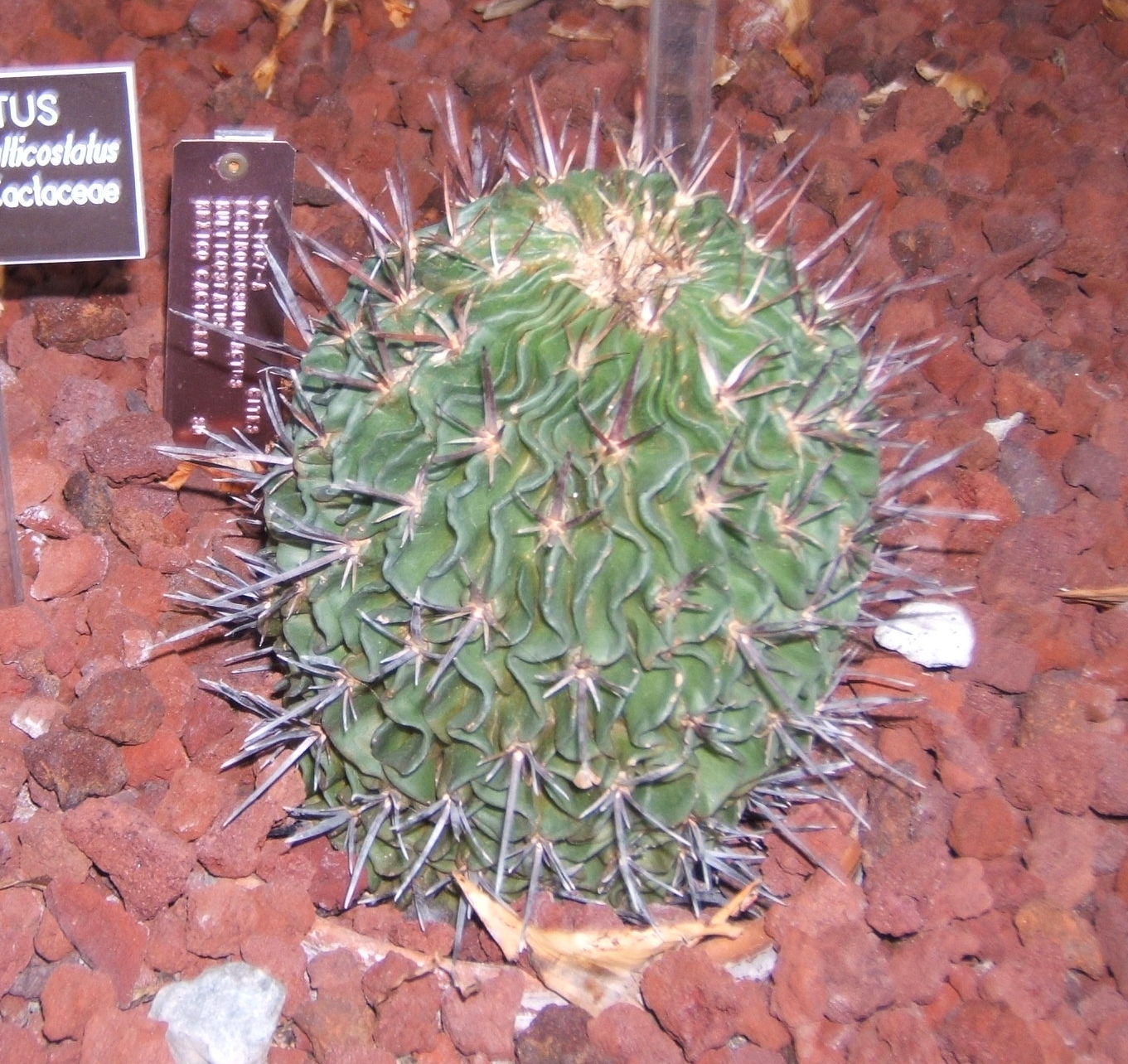
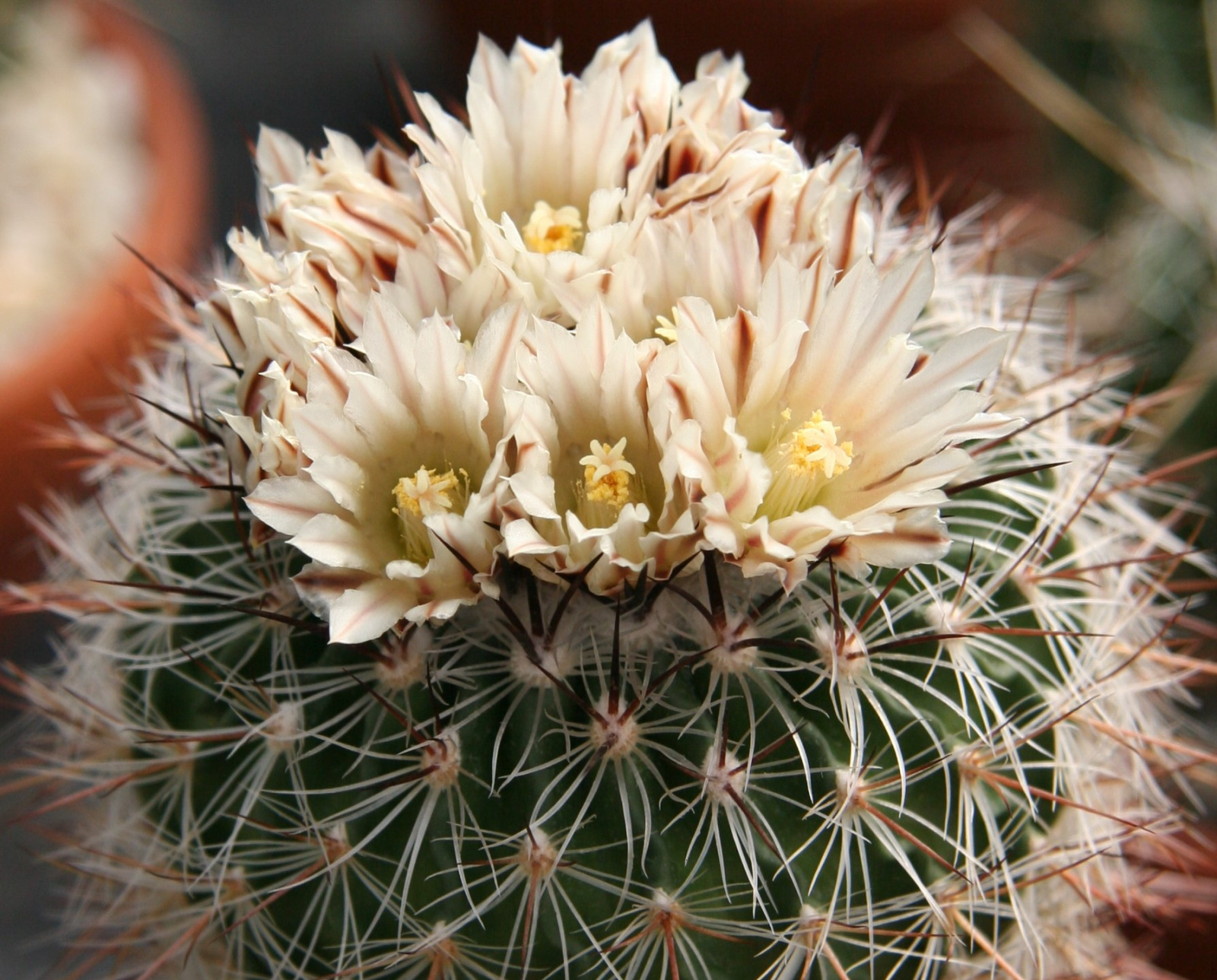
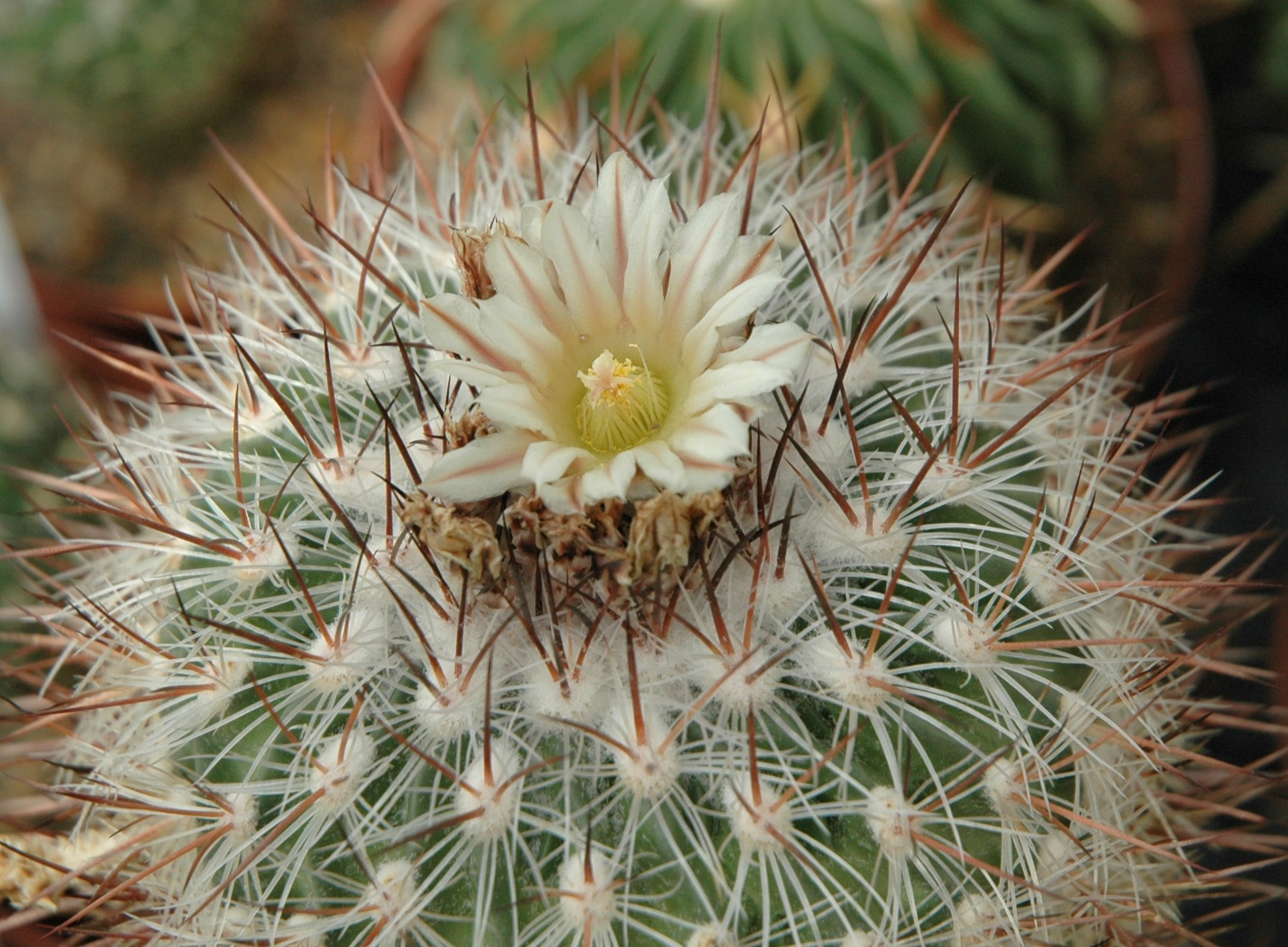
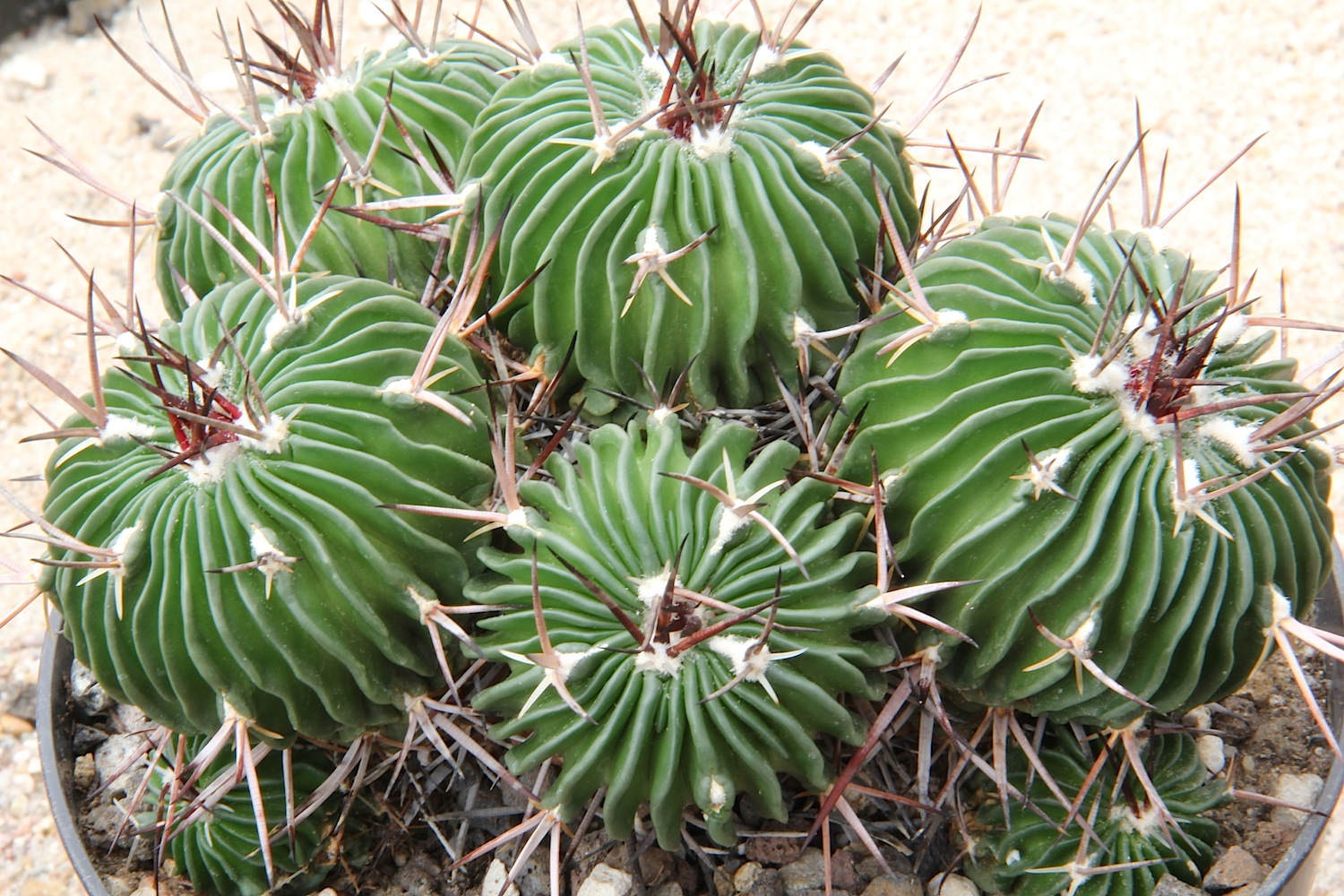
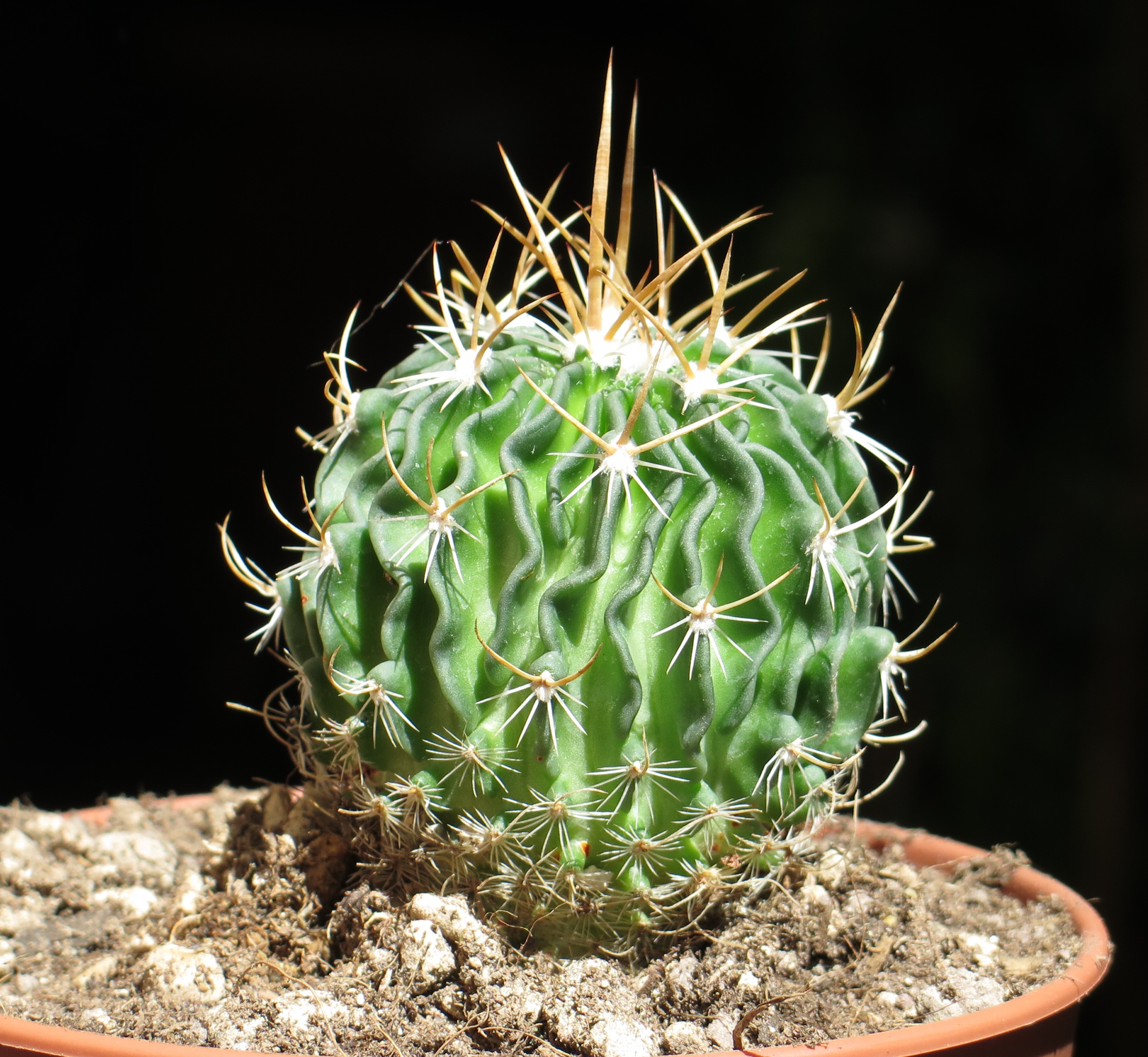